# Curlo (famiglia)
I Curlo sono una delle più antiche famiglie nobili italiane, di origine ligure. Furono marchesi e patrizi di Ventimiglia, Taggia e Genova.

## Storia

### Medioevo
La prima testimonianza della famiglia Curlo risale al 954, quando viene citato Curlo Targanigra di Eyrole, vassallo del conte di Ventimiglia Guido Guerra.
1161: Gianotto è console di Genova.
1188: Oggerio firma il trattato di pace con Pisa per la Repubblica di Genova.
Nel 1268 Vivaldo era uno degli otto nobili del consiglio del Podestà forestiero.
Nel 1270 i Curlo furono a capo dell'opposizione armata dei ghibellini di Ventimiglia a Luca Grimaldi, fautore della parte guelfa e appena eletto Podestà della città. La lotta tra le due fazioni portò alla rivolta di Genova in cui furono gridato capitani del popolo Oberto Doria e Oberto Spinola. I Curlo erano all'epoca molto potenti e ricchi, come si evince dai vasti possedimenti donati nel 1273 da Folco alla Certosa di Pesio.
Nel 1349 Fasciolo era castellano di Castelfranco (Finale Ligure).
Nel 1353 Luigi fu podestà di Ventimiglia.
Nel 1370, Giannotto fu ambasciatore di Genova presso il duca di Milano, e Cristiano fu anziano della Repubblica di Genova, ambasciatore presso il papa Urbano V e comandante di Genova.
Nel 1450 Giacomo, sposato con Argentina Spinola, fu ambasciatore presso il re Alfonso V d'Aragona.
Lazzaro entrò nel Libro d'Oro della nobiltà genovese nel 1557.
Nel 1558 Fra' Filippo era vescovo della regione del Nebbio in Corsica.

### Rinascimento

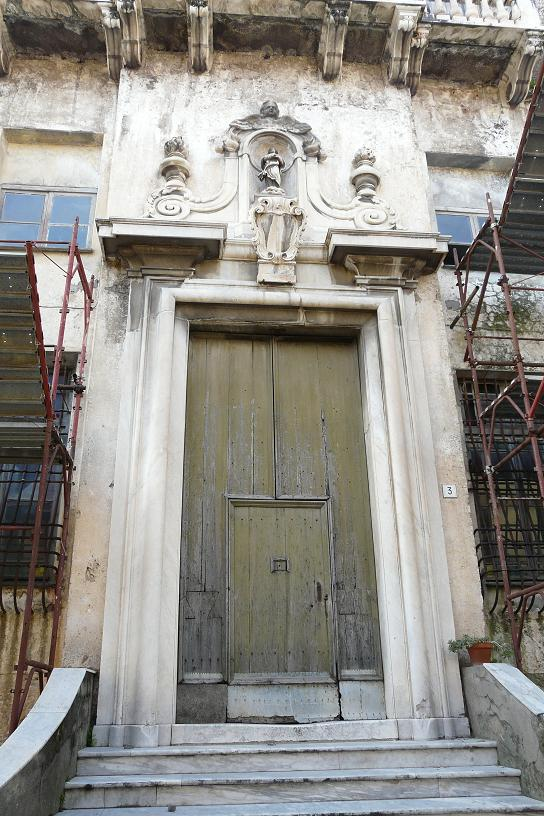
Palazzo Curlo Spinola dell'inizio del XVIII secolo di Taggia, Liguria

La famiglia si trasferì a Taggia, dove nel 1575 entrò nel Libro d'Oro della nobiltà.
Nel 1614, il vescovo della diocesi cattolica romana di Ventimiglia-Sanremo, Girolamo Curlo, fu inviato in Corsica come Commissario Apostolico e lì morì avvelenato.
Nel 1625 Giovanni fu cavaliere dell'Ordine dei Santi Maurizio e Lazzaro.
Nel 1636 Roberto fu nunzio in Polonia.
Il Palazzo Curlo-Spinola fu costruito tra il 1665 e il 1679.

### Risorgimento
1767: Girolamo fu senatore.
Eleonora Curlo Ruffini (1781-1856), figlia di Ottavio Curlo e Agnese Spinola, fu nota come patriota italiana, madre del patriota Jacopo Ruffini e dello scrittore patriottico Giovanni Ruffini.
1796-1797: Tommaso Antonio fu Podestà di Varese Ligure.
1892: riconosciuti patrizi genovesi (uomini e donne) e marchesi (primogeniti maschi).

### Tempi moderni
Nel 1911 l'"Elenco ufficiale della nobiltà italiana" distingue cinque rami della famiglia, con il ramo più anziano dei patrizi (nobili) di Genova e gli altri due rami nobili di Taggia.
La famiglia Gennari Curlo di Torino (ramo di Genova) e la famiglia Curlo oggi residente a Cuneo e Taggia (ramo di Taggia) sono gli ultimi discendenti della famiglia Curlo.

## Stemma
Lo stemma dei Curlo è dorato con un'aquila coronata di nero, corona marchesale. Il motto è "Penetrabili Visu" (penetrabili con lo sguardo).